# David Powell
David Powell (17 de dezembro de 1883 - 16 de abril de 1925) foi um ator nascido na Escócia e radicado ao cinema estadunidense e britânico durante a era muda. Além de várias peças teatrais na Europa e Estados Unidos, atuou em 54 filmes entre 1912 e 1925.

## Biografia
Iniciou atuando no teatro, ao lado de Sir Herbert Beerbohm Tree, Ellen Terry e Johnston Forbes-Robertson. Atuou em Londres em peças como Julius Caesar, Hamlet, Ricardo II, The Tempest, The Winter’s Tale entre outras, em 1906. Em 1907, já nos Estados Unidos, atuou ao lado de Ellen Terry na Broadway, na primeira apresentação estadunidense da obra de George Bernard Shaw, Captain Brassbound's Conversion
Em 1912 Powell iniciou sua carreira cinematográfica e seu primeiro filme foi o curta-metragem Her Life's Story (1912), pela Powers Picture Plays. Nos Estados Unidos atuou em vários curta-metragens e no seriado Gloria's Romance (1916), pela George Kleine Productions. Na Inglaterra, atuou pela Famous Players-Lasky British Producers, em filmes como The Princess of New York, em 1921 e The Spanish Jade, em 1922. Entre seus filmes destacam-se The Dawn of A Tomorrow (1916), Less Than Dust (1916), Idols of Clay (1920), The Virtuous Liar (1924), The Green Goddess (1923) e The Average Woman (1924). Seu último filme foi Back to Life, lançado em janeiro de 1925, três meses antes de sua morte.

## Vida pessoal e morte
Powell morreu de pneumonia em abril de 1925, aos 42 anos. Foi homenageado com uma estrela na Calçada da Fama, em Hollywood.

## Filmografia parcial

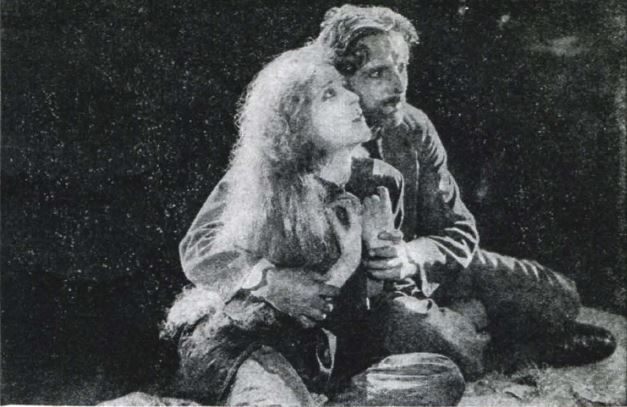
Powell e Mae Murray em Idols of Clay (1920)

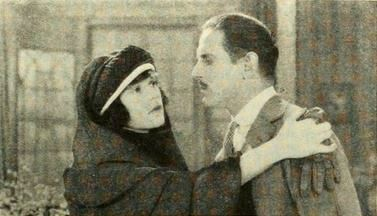
Cena de Missing Millions (1922), ao lado de Alice Brady.

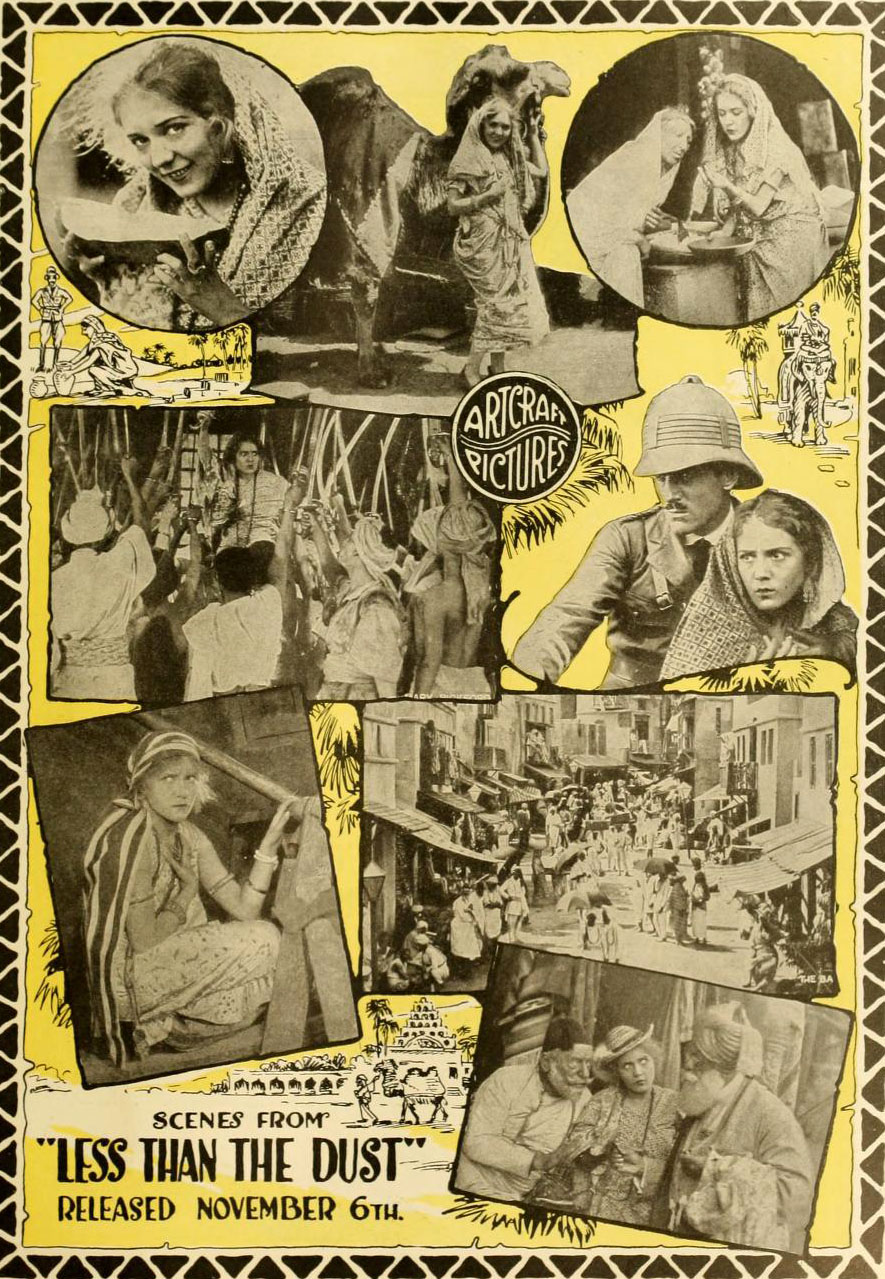
Cenas de Less Than the Dust (1916)

- The Dawn of a Tomorrow (1915)
- Gloria's Romance (1916)
- Less Than the Dust (1916)
- The Beautiful Adventure (1917)
- Outcast (1917)
- The Lie (1918)
- His Parisian Wife (1919)
- Counterfeit (1919)
- On with the Dance (1920)
- Right to Love (1920)
- Lady Rose's Daughter (1920)
- Idols of Clay (1920)
- Appearances (1921)
- The Mystery Road (1921)
- The Princess of New York (1921)
- Dangerous Lies (1921)
- Her Gilded Cage (1922)
- Love's Boomerang (1922)
- The Spanish Jade (1922)
- Outcast (1922)
- Missing Millions (1922)
- The Green Goddess (1923)
- Virtuous Liars (1924)
- Back to Life (1925)